# MIM-72 (ミサイル)
MIM-72 チャパラル（英: Chaparral）は、アメリカ合衆国のフィルコ-フォード社が開発した短距離防空ミサイル。同社が製造するサイドワインダー空対空ミサイルを基に開発された。なお本ミサイルを用いたシステム全体の型式名はM48である。

## 開発に至る経緯

### 応急策・暫定策としての発足
チャパラルは、レッドアイとモーラーという、先行する2つの地対空ミサイル計画で遅延・問題が生じた結果として開発された。前者は12.7mm機関銃を代替する携帯式防空ミサイルシステム、後者はM42ダスター自走高射機関砲を補完する短距離防空ミサイルであり、いずれも実現可能性は高いと考えられていたが、1962年から1963年にかけて技術的問題や計画遅延に見舞われ、特にモーラーは開発計画から実現可能性検証へと方針転換されていた。1963年6月、研究開発担当陸軍次官補は野戦防空に関する予備計画の策定を指示したが、この際には、既存の兵器を極力流用する応急処置的な計画が要望された。
この施策の一環として、空軍の赤外線誘導型ファルコン（ヒューズ・エアクラフト社製）および海軍のサイドワインダー1C（フィルコ社製）といった既存の空対空ミサイルを地対空ミサイルとして転用することが検討されるようになり、1963年9月、陸軍ミサイルコマンド (MICOM) は、ヒューズ社およびフィルコ社に対して、両社の空対空ミサイルを地対空ミサイルとして転用するための研究を発注した。1963年末にチャイナレイク海軍兵器試験ステーションで行われた追尾性能の比較試験では両ミサイルとも満足すべき成果を示していたが、1964年1月、MICOMはファルコンに関する作業を停止させた。またサイドワインダーも地対空ミサイルとして有望とみなされてはいたものの、最終決定前に、実射試験などを含む更なる評価が必要と考えられた。この時点で、地対空ミサイル版サイドワインダーはチャパラルと称されるようになっていた。
モーラー計画の遅延および技術的問題はその後も解決されなかったことから、1964年9月、マクナマラ国防長官は陸軍省（DA）に対し、前線地域での防空について具体的な暫定策を策定するよう要請した。1968年までにヨーロッパに配備できる対空兵器が求められていたこともあって検討が急がれ、戦力開発担当部長室（OACSFOR）による研究は1964年9月30日に完了した。この研究では、自走式ホークとレッドアイ、イスパノ・スイザ 20mm3連装機関砲、20mmバルカン砲、M42ダスター、そしてチャパラルを対象として検討した結果、好天下での防空を担当するためチャパラルと高射機関砲を装備した大隊5個と、全天候での防空を担当するため自走式ホークを装備した大隊3個とを混成配備して、レッドアイによってこれらを補完するのが適切であると提言した。1964年11月17日、国防長官はこの提言を承認した。

### 開発体制の問題と計画遅延
計画発足当初、チャパラルはあくまでモーラーが配備されるまでの暫定的な応急処置と位置付けられており、1965年1月14日にはMICOMによって予備的な技術開発計画が作成された。計画では、1965年1月から1967年6月にかけて研究開発を行うとともに、1965年5月からは生産体制の構築に着手、1967年1月より要員養成を開始して、同年7月には最初の部隊を編成することとなっていた。
1965年にはモーラー計画が終了して、計画室の要員の一部はチャパラル計画室に吸収され、計画の連続性が確保された。1965年夏には機関砲についての評価も完了し、チャパラルと組み合わせて配備される高射機関砲としては20mmバルカン砲（VADS）が選定された。1966年1月24日、陸軍資材コマンド (AMC) の暫定防空システム担当プロジェクト・マネージャーは、バルカン/チャパラル防空システム（CVADS）担当プロジェクトマネージャーに再任命され、プロジェクト綱領が承認された。しかしMICOMの抗議にも関わらずチャパラルとVADSの開発が統合されて、ワシントンD.C.に所在するAMCのプロジェクトマネージャーの元で、MICOMにチャパラル担当の副プロジェクトマネージャー、武器コマンド（WECOM）にVADS担当の副プロジェクトマネージャーが配置される体制になったことで、1つの計画で2つの全く異なる武器システムを開発するという複雑な状況になり、開発の遅延につながった。この非効率的な開発体制のために、モーラーよりも配備を先行させるための時間的余裕はほとんど失われた。
1966年度の初めには、チャパラルの複雑さやコストの見積もりがあまりに楽観的であったことが明らかになっていた。1965年9月には最初のプロトタイプが引き渡されて低率初期生産が承認されていたものの、1966年の夏から秋にかけてチャパラル計画は深刻な経営的、技術的困難に見舞われ、2回目のハードウェア購入の延期や部隊配備スケジュールの15か月の遅れ、開発完了に必要と考えられる研究開発資金のさらなる増額につながった。

## 設計

### ミサイル本体
最初に用いられていたXMIM-72Aは、基本的に、サイドワインダー-IC（AIM-9D）を基にした地対空ミサイル版であった。空対空ミサイルの場合、発射母機の飛翔速度がそのままミサイルの初速となるため、空気抵抗はあまり問題にならなかったのに対し、地対空ミサイルの場合は初速ゼロとなるため、空気抵抗がかなり大きくなるという問題があった。この問題に対し、ローレロン翼のうち2枚からローレロンを削除して翼厚を薄くするとともに、吊下用のラグの設計を変更し、全てのフェアリングが流線型に整形された。ロケットモーターも、AIM-9DのMk.36 mod.5とほぼ同一ながら、地対空射撃にあわせて最適化したMk.50が採用された。重量25 lb (11,000 g)の連続ロッド弾頭（炸薬量3 kg）、電波式近接信管を搭載している。また信管を赤外線式に変更し、基本的に訓練標的への使用を想定したXMIM-72Bも開発された。MIM-72Aは1966年から1971年にかけて生産されていた。
これらの初期モデルは目標の後方象限からしか交戦できなかったのに対し、前方象限からの交戦に対応したAN/DAW-1B誘導装置を導入したのがMIM-72Cであり、1978年7月より運用に入った。また誘導装置に続いて推進装置の改良も図られ、無煙化したロケットモーターを採用したモデルがMIM-72Eである。一方、従来型の誘導装置と無煙化ロケットモーターを組み合わせたモデルがMIM-72FおよびMIM-72Hであった。
また後には、ロゼットパターンでのスキャンに対応した新型の誘導装置（Rosette Scan Seeker: RSS）としてAN/DAW-2が開発され、これを搭載したモデルはMIM-72Gとして、1988年度より生産を開始した。その輸出モデルがMIM-72Jである。

### システム構成

#### 野戦用
元来、応急策としての性格を強くするよう求められていたこともあって、発射機も既存の装備の組み合わせで製作する予定であり、フィルコ社の提案では、航空機用のLAU-7ランチャーを12.7mm機関銃用のM45機関銃架と組み合わせて、M113装甲兵員輸送車に搭載することになっていた。
しかしシステムエンジニアリング開始直後の時点で、このような寄せ集め策は上手く働かないことが明らかになっていた。M45機関銃架は既に多数が製作されていたとはいえ状態が悪いものも多く、また状態が良いものであってもチャパラルの要求には全く適合しないことが判明した。ミサイル発射時の爆風から射手を十分に防護できない上に制御盤を設置するスペースが足りず、駆動のための電動機は出力不足だった上に製造時の公差は現代の基準に満たないものだった。結局、類似した寸法のマウントが新造され、駆動方式は電気油圧式に変更、射手の操作スペースは密閉加圧式となった。
発射レールも、LAU-7Aではそれぞれ独立した冷却空気および電源の供給が求められて非効率であるなどの問題があり、新規設計のものが採用された。またM113もそのままでは背が高すぎるという問題があり、同ファミリーのM548装軌貨物輸送車を基にしたM730に変更された。
なお1965年8月の戦域航空基地抗堪性（The Theatre Air Base Vulnerability: TABV）研究を受けて、牽引型のチャパラルも開発されることになった。これはこの時点では装備化されなかったものの、1984年には、更に軽量化を進めたモデルが陸軍の軽歩兵師団向けに13セット調達された。ただしこれらは、1990年代中盤の時点で既に退役状態となっていたものとみられている。
またチャパラルは好天型システムとして開発されたこともあり、陸軍は1969年11月より後方地域での拠点防空に用いるための全天候型SHORADシステムの選定を開始しており、チャパラルの改良型も俎上に載せられていたが、1975年、西ドイツとフランスが共同開発したローランドIIの採用が決定された。

#### 艦載用

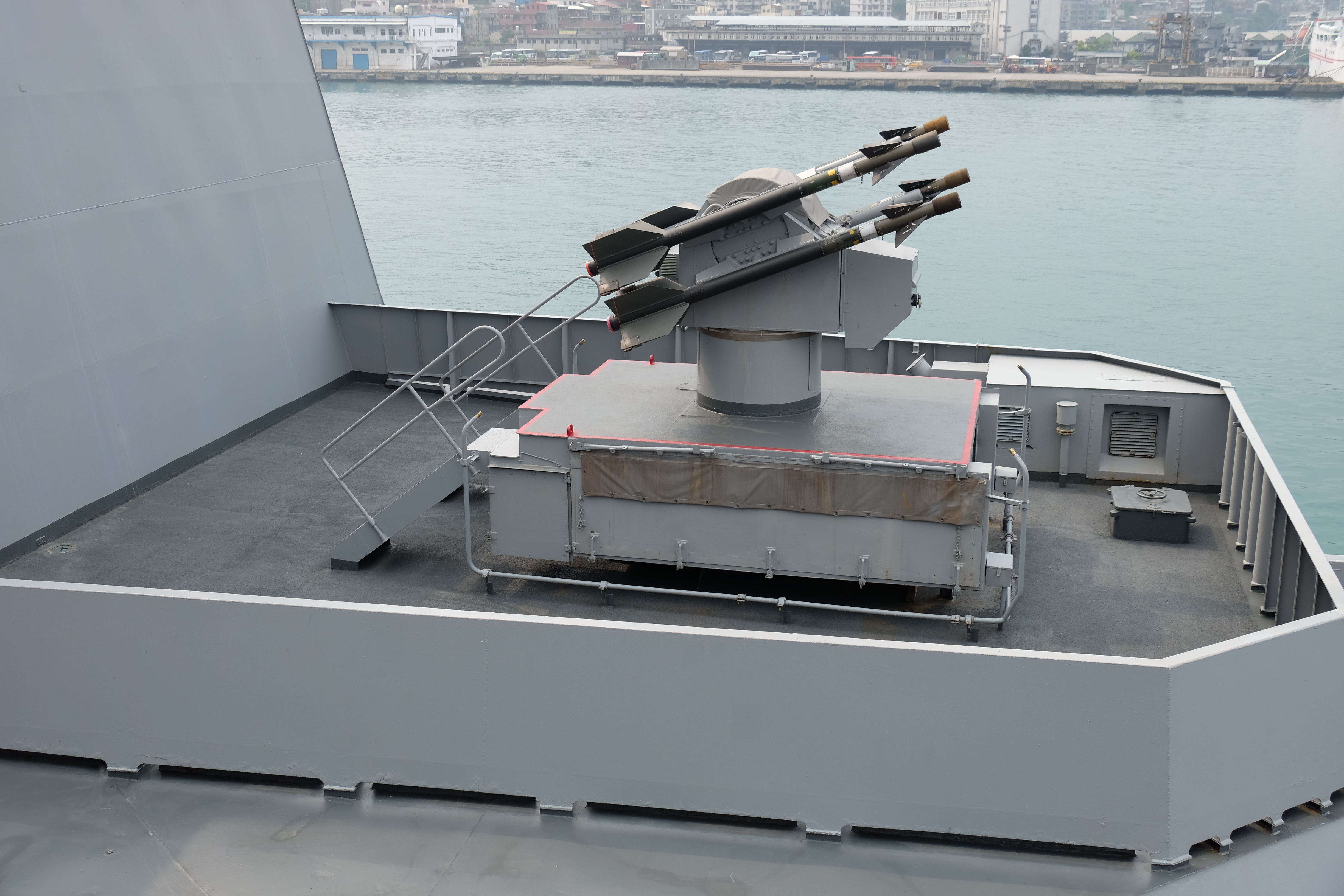
康定級フリゲートの搭載システム

1950年代にはテリアやターターといった艦対空ミサイルの開発・配備を進めていたが、50年代後半には経空脅威の深刻化が進み、このような本格的な艦対空ミサイルを搭載する余裕がないような艦艇にも何らかの防空ミサイルを搭載する必要が認識されるようになっていた。このような要請に応じて、アメリカ海軍は、チャパラル開発以前の時点で既にサイドワインダーの艦載化を試みており、1963年にはカサ・グランデ級ドック型揚陸艦「フォート・マリオン」で機関砲のマウントにAIM-9D 4発を搭載しての海上試験が行われた。しかし当時のサイドワインダーは目標の後方象限からの交戦しかできなかったことから、自艦に向けて飛来する目標と交戦するという個艦防空ミサイルには不適切であった。
その後、モーラーを艦載化したRIM-46 シーモーラー（Sea Mauler）を用いた基本個艦防空ミサイル・システム（Basic Point Defense Missile System: BPDMS）が計画された。しかし野戦用のモーラーと同時に艦載用のシーモーラーもキャンセルされたことから、アメリカ海軍は代替案としてシースパローの開発に着手するとともに、チャパラルの艦載化も志向された。このシーチャパラル（Sea Chaparral）はM54発射機の改良型を用いており、オペレータ1名を収容する有人マウントの両側にミサイルの発射レールが1本ずつ配置され、マウントごとに予備弾16発が配置されている。マウントの空虚重量は4.85トンである。
チャパラルの初期モデルは同世代のサイドワインダーと同様に目標の後方象限からしか交戦できなかったことから、海軍としてはシースパローを優先していた。しかし1970年代初頭に北ベトナム沿岸での海軍作戦が激しさを増すのに伴い、SS-N-2のような対艦ミサイルに対応できる軽量対空兵器が喫緊の課題となったことから、1972年2月にはチャールズ・F・アダムズ級ミサイル駆逐艦「ローレンス」にチャパラルを搭載しての試験が開始され、同年9月からは更に同級「ホーエル」とファラガット級ミサイル駆逐艦「クーンツ」も試験に加わった。5月にはシーチャパラルと正式に命名されたシステムが太平洋艦隊のFRAM-I改装型ギアリング級駆逐艦9隻に搭載された。ただしこれらの装備は1973年10月までに全て撤去され、またノックス級フリゲートのうちシースパローBPDMSを搭載しなかった14隻に対してシーチャパラルを搭載するという計画も実現しなかった。
その後、システムは中華民国海軍に売却され、武進1・2号および精装改装の一環として、フレッチャー級・アレン・M・サムナー級およびギアリング級駆逐艦に搭載されたほか、退役艦の搭載システムは後に康定級フリゲートにも転用された。

## 運用史
1985年初頭までに677基のシステムが生産され、うち544基がアメリカ陸軍に納入されていた。またミサイルについては、1998年末までに23,109発が生産されていた。

### 採用国一覧
- アメリカ（アメリカ陸軍）
- イスラエル（イスラエル国防軍）
- エクアドル
- エジプト
- チリ
- 台湾
- チュニジア
- ポルトガル
- モロッコ - 2024年時点で、モロッコ陸軍が37基のM48 チャパラルを保有[23]。